# Mistrzostwa Europy w biegu 24-godzinnym 2009
16. Mistrzostwa Europy w biegu 24-godzinnym 2009 – zawody lekkoatletyczne, które odbyły się 2 i 3 maja 2009 w Bergamo, Włochy.

## Medaliści
|                         | 1. miejsce                                                                  | Rezultat   | 2. miejsce                                                                     | Rezultat   | 3. miejsce                                                             | Rezultat   |
| Mężczyźni indywidualnie | Henrik Olsson                                                               | 257,042 km | Ralf Weis                                                                      | 244,492 km | Vladimir Bychkov                                                       | 240,506 km |
| Mężczyźni drużynowo     | Rosja 1. Vladimir Bychkov · 2. Semen Dediukin · 3. Anatolii Kruglikov       | 693,445 km | Niemcy 1. Ralf Weis · 2. Roland Riedel · 3. Friedemann Hecke                   | 689,111 km | Szwecja 1. Henrik Olsson · 2. Christian Ritella · 3. Reima Hartikainen | 684,333 km |
| Kobiety indywidualnie   | Anne-Cecile Fontaine                                                        | 243,644 km | Brigitte Bec-Cetre                                                             | 234,977 km | Monica Casiraghi                                                       | 223,848 km |
| Kobiety drużynowo       | Francja 1. Anne-Cecile Fontaine · 2. Brigitte Bec-Cetre · 3. Kora Boufflert | 684,078 km | Włochy 1. Monica Casiraghi · 2. Annemarie Gross · 3. Lorena Antonietta Di Vito | 626,386 km | Niemcy 1. Julia Alter · 2. Sabine Strotkamp · 3. Grit Seidel           | 598,365 km |

## Reprezentacja Polski

### Mężczyźni
Drużyna mężczyzn zajęła 4. miejsce z wynikiem 660,412 km
| Miejsce | Zawodnik         | Klub                     | Rezultat   |
| 7.      | Piotr Kuryło     | ZKS Ślepsk Augustów      | 226,369 km |
| 9.      | Konrad Różycki   | WKS Wawel Kraków         | 225,048 km |
| 24.     | Andrzej Urbaniak | SL WKS Zawisza Bydgoszcz | 208,995 km |
| 46.     | Tadeusz Ruta     | WKB Meta Lubliniec       | 186,515 km |
| 90.     | Waldemar Pędzich | LKS Kurp Ostrołęka       | 100,921 km |